# Distretto di Ganjam
Il distretto di Ganjam è un distretto dell'Orissa, in India, di 3 136 937 abitanti. Il suo capoluogo è Chhatrapur.